# Giallo giudiziario
Il giallo giudiziario, thriller legale o ancora thriller giudiziario (spesso si utilizza l'accezione in lingua inglese di legal thriller), è un sottogenere del thriller, in cui hanno un ruolo fondamentale le storie di avvocati, pubblici ministeri, giudici ed altre figure del mondo giudiziario, messe in relazione a fatti criminosi ed ai processi giudiziari a questi collegati. Il funzionamento del sistema giuridico in sé gioca una parte importante in queste opere, ed occasionalmente si potrebbe considerare quasi come uno dei personaggi.
Generalmente in queste opere gli avvocati si ritrovano profondamente e personalmente coinvolti nella vicenda, mentre il loro cliente è solitamente innocente ed estraneo al crimine di cui è accusato.

## Origine
Nato e sviluppatosi in modo particolare negli Stati Uniti d'America, a causa proprio del sistema giudiziario di quel paese, il giallo giudiziario è spesso incentrato sullo scontro verbale degli avvocati di accusa e difesa e presenta ai propri lettori un tipo diverso di investigatore: l'avvocato difensore pronto a tutto per strappare il suo innocente assistito al rischio della pena di morte. L'origine più vicina del genere si fa risalire al romanzo Presunto innocente di Scott Turow del 1987. Oltre al più noto John Grisham, hanno scritto gialli giudiziari anche Lisa Scottoline, Sheldon Siegel, Richard North Patterson.
Massimo Siviero sposta l'origine del giallo giudiziario molto indietro nel tempo, alle opere dell'oratore ateniese Antifonte di Ramnunte del V secolo a.C. Delle opere di Antifonte restano solo frammenti, tre orazioni e le Tetralogie, ossia delle esercitazioni su casi fittizi di omicidio. Da ricordare per la sua stringente attualità l'Accusa di veneficio contro una matrigna.

## Autori
Steve Alten (con The Loch), Gianluca Arrighi, William Bernhardt, Dudley W. Buffa, Gianrico Carofiglio, Michael Connelly, William J Coughlin, Marcia Clark, Hubert Crouch, David Crump, Christopher Darden, William Diehl, Robert Dugoni, Kenneth G. Eade, John Ellsworth, Linda Fairstein, Erle Stanley Gardner, Mark Gimenez, James Grippando, John Grisham, Jilliane Hoffman, David Kessler, Lowell B. Komie, William Lashner, Harper Lee, John Lescroart, Paul Levine, Phillip Margolin, Ed McBain, Steve Martini, Brad Meltzer, John Mortimer, Michael Nava, Paolo Pinna Parpaglia, Richard North Patterson, Perri O'Shaughnessy, Nancy Taylor Rosenberg, Lisa Scottoline, Gianni Simoni, Sheldon Siegel, Gillian Slovo (con Red Dust), Arthur Train, Robert Traver, Scott Turow, Irving Wallace (con The Seven Minutes), Kate Wilhelm.

### Stanley Gardner
Per l'ambientazione legale dei suoi romanzi polizieschi uno dei padri del giallo giudiziario si può considerare certamente Erle Stanley Gardner, che fu egli stesso avvocato per 22 anni e che, agli inizi degli anni trenta, creò il personaggio dell'avvocato Perry Mason, conosciuto ai più per il telefilm omonimo.

### Roger MacBride Allen
Esiste anche una versione "fantascientifica" del genere. I due titoli più famosi sono: L'uomo modulare (The Modular Man, 1992), di Roger MacBride Allen, in cui si dibatte su quanta parte del corpo di un umano possa essere resa cibernetica prima che la persona perda i diritti civili; e Processo alieno (Illegal Alien, 1997), di Robert J. Sawyer, in cui un extraterrestre viene accusato d'omicidio e subisce un regolare processo.

## Film

### Dagli anni '20 agli anni '40
- La passione di Giovanna d'Arco (La passion de Jeanne d'Arc), regia di Carl Theodor Dreyer (1928)
- The Letter, regia di Jean de Limur (1929)
- L'avvocato difensore, regia di  Gero Zambuto (1934)
- Furia (Fury), regia di Fritz Lang (1936)
- Vendetta (They Won't Forget), regia di Mervyn LeRoy (1937)
- Alba di gloria (Young Mr. Lincoln), regia di John Ford (1939)
- Il caso Paradine (The Paradine Case), regia di Alfred Hitchcock (1947)

### Anni '50
- I bassifondi di San Francisco (Knock on Any Door), regia di Nicholas Ray (1949)
- Intermezzo matrimoniale (Perfect Strangers), regia di Bretaigne Windust (1950)
- The Magnificent Yankee, regia di John Sturges (1950)
- Awaara, regia di Raj Kapoor (1951)
- Avvocato di me stesso (Young Man with Ideas), regia di Mitchell Leisen (1952)
- Il figlio conteso (The Divided Heart), regia di Charles Crichton (1954)
- L'imputato deve morire (Trial), regia di Mark Robson (1955)
- La parola ai giurati (12 Angry Men), regia di Sidney Lumet (1957)
- Il fronte del silenzio (Time Limit), regia di Karl Malden (1957)
- Testimone d'accusa (Witness for the Prosecution), regia di Billy Wilder (1957)
- Non voglio morire (I Want to Live!), regia di Robert Wise (1958)
- Frenesia del delitto (Compulsion), regia di Richard Fleischer (1959)
- Anatomia di un omicidio (Anatomy of a Murder), regia di Otto Preminger (1959)

### Anni '60
- ...e l'uomo creò Satana (Inherit the Wind), regia di Stanley Kramer (1960)
- La verità (La vérité), regia di Henri-Georges Clouzot (1960)
- Vincitori e vinti (Judgment at Nuremberg), regia di Stanley Kramer (1961)
- Il buio oltre la siepe (To Kill a Mockingbird), regia di Robert Mulligan (1962)
- Il processo (Le procès), regia di Orson Welles (1962)
- L'anno crudele (Term of Trial), regia di Peter Glenville (1962)
- La notte del delitto (Twilight of Honor), regia di Boris Sagal (1963)
- Un uomo per tutte le stagioni (A Man for All Seasons), regia di Fred Zinnemann (1966)

### Anni '70
- I 7 minuti che contano (The Seven Minutes), regia di Russ Meyer (1971)
- Processo per direttissima, regia di Lucio De Caro (1974)
- L'avvocato della mala, regia di Alberto Marras (1977)
- ...e giustizia per tutti (...and justice for all.), regia di Norman Jewison (1979)

### Anni '80
- Una notte con vostro onore (First Monday in October), regia di Ronald Neame (1981)
- Vertenza inconciliabile (Irreconcilable Differences), regia di Charles Shyer (1984)
- Doppio taglio (Jagged Edge), regia di Richard Marquand (1985)
- Pazza (Nuts), regia di Martin Ritt (1987)
- Suspect - Presunto colpevole (Suspect), regia di Peter Yates (1987)
- Sotto accusa (The Accused), regia di Jonathan Kaplan (1988)
- Un grido nella notte (Evil Angels), regia di Fred Schepisi (1988)
- Un'arida stagione bianca (A Dry White Season), regia di Euzhan Palcy (1989)
- Music Box - Prova d'accusa (Music Box), regia di Costa-Gavras (1989)
- Verdetto finale (True Believer), regia di Joseph Ruben (1989)

### Anni '90
- Presunto innocente (Presumed Innocent), regia di Alan J. Pakula (1990)
- Porte aperte, regia di Gianni Amelio (1990)
- Close Up, regia di Abbas Kiarostami (1990)
- Il mistero Von Bulow (Reversal of Fortune), regia di Barbet Schroeder (1990)
- Indiziato di reato (Guilty by Suspicion), regia di Irwin Winkler (1991)
- Conflitto di classe (Class Action), regia di Michael Apted (1991)
- La condanna, regia di Marco Bellocchio (1991)
- Swoon, regia di Tom Kalin (1992)
- Mio cugino Vincenzo (My Cousin Vinny), regia di Jonathan Lynn (1992)
- Codice d'onore (A Few Good Men), regia di Rob Reiner (1992)
- Il socio (The Firm), regia di Sydney Pollack (1993)
- Il rapporto Pelican (The Pelican Brief), regia di Alan J. Pakula (1993)
- Per legittima accusa (Guilty as Sin), regia di Sidney Lumet (1993)
- Philadelphia, regia di Jonathan Demme (1993)
- Body of Evidence, regia di Uli Edel (1993)
- Il cliente (The Client), regia di Joel Schumacher (1994)
- Il verdetto della paura (Trial by Jury), regia di Heywood Gould (1994)
- Pasolini, un delitto italiano, regia di Marco Tullio Giordana (1995)
- L'agguato - Ghosts from the Past (Ghosts of Mississippi), regia di Rob Reiner (1996)
- Prima e dopo (Before and After), regia di Barbet Schroeder (1996)
- Il momento di uccidere (A Time to Kill), regia di Joel Schumacher (1996)
- L'ultimo appello (The Chamber), regia di James Foley (1996)
- Il giurato (The Juror), regia di Brian Gibson (1996)
- Prove apparenti (Night Falls on Manhattan), regia di Sidney Lumet (1996)
- Sleepers, regia di Barry Levinson (1996)
- Schegge di paura (Primal Fear), regia di Gregory Hoblit (1996)
- Larry Flynt - Oltre lo scandalo (The People vs. Larry Flynt), regia di Miloš Forman (1996)
- La parola ai giurati (12 Angry Men), regia di William Friedkin (1997)
- Istinti criminali (Gang Related), regia di Jim Kouf (1997)
- L'uomo della pioggia - The Rainmaker (The Rainmaker), regia di Francis Ford Coppola (1997)
- L'avvocato del diavolo (The Devil's Advocate), regia di Taylor Hackford (1997)
- L'angolo rosso - Colpevole fino a prova contraria (Red Corner), regia di Jon Avnet (1997)
- Amistad, regia di Steven Spielberg (1997)
- Casa dolce casa (The Castle), regia di Rob Sitch (1997)
- L'ombra del dubbio (Shadow of Doubt), regia di Randal Kleiser (1998)
- A Civil Action, regia di Steven Zaillian (1998)
- Conflitto d'interessi (The Gingerbread Man), regia di Robert Altman (1998)
- La neve cade sui cedri (Snow Falling on Cedars), regia di Scott Hicks (1999)

### Anni 2000
- Dancer in the Dark, regia di Lars von Trier (2000)
- Mi chiamo Sam (I Am Sam), regia di Jessie Nelson (2001)
- La giuria (Runaway Jury), regia di Gary Fleder (2003)
- L'avvocato De Gregorio, regia di Pasquale Squitieri (2003)
- L'avvocato di strada (The Street Lawyer), regia di Paris Barclay (2003)
- Fuga dal Natale (Christmas with the Kranks), regia di Joe Roth (2004)
- 12, regia di Nikita Mikhalkov (2007)
- L'avvocato Guerrieri - Testimone inconsapevole, regia di Alberto Sironi (2007)
- An American Crime, regia di Tommy O'Haver (2007)
- Il caso Thomas Crawford (Fracture), regia di Gregory Hoblit (2007)
- Flash of Genius, regia di Marc Abraham (2008)
- L'avvocato Guerrieri - Ad occhi chiusi, regia di Alberto Sironi (2008)
- Il passato è una terra straniera, regia di Daniele Vicari (2008)
- Leslie, il mio nome è il male (Leslie, My Name Is Evil), regia di Reginald Harkema (2009)

### Anni 2010
- The Social Network, regia di David Fincher (2010)
- The Conspirator, regia di Robert Redford (2010)
- Urlo (Howl), regia di Rob Epstein e Jeffrey Friedman (2010)
- The Lincoln Lawyer, regia di Brad Furman (2011)
- Dogani (도가니), regia di Hwang Dong-hyuk (2011)
- Lincoln, regia di Steven Spielberg (2012)
- Muhammad Ali's Greatest Fight, regia di Stephen Frears (2013)
- Big Eyes, regia di Tim Burton (2014)
- The Judge, regia di David Dobkin (2014)
- Difret - Il coraggio per cambiare (Difret), regia di Zeresenay Berhane Mehari (2014)
- Il ponte delle spie (Bridge of Spies), regia di Steven Spielberg (2015)
- True Story, regia di Rupert Goold (2015)
- La corte (L'Hermine), regia di Christian Vincent (2015)

### Documentari
- L'avvocato del terrore (L'avocat de la terreur), regia di Barbet Schroeder (2007)

## Serie TV
- Willy (1954-1955)
- Giovani avvocati (The Young Lawyers) (1970-1971)
- L.A. Law - Avvocati a Los Angeles (L.A. Law) (1986-1994)
- Il cliente (The Client) (1995-1996)
- La pazza vita della signora Hunter (Life's Work) (1996-1997)
- L'avvocato delle donne (1997)
- Avvocato Porta (1997-2000)
- Ally McBeal (1997-2002)
- JAG - Avvocati in divisa (JAG) (1995-2005)
- Crossing Jordan (2001-2007)
- Boston Legal (2004-2008)
- Shark - Giustizia a tutti i costi (Shark) (2006-2008)
- Women's Murder Club (2007-2008)
- Eli Stone (2008-2009)
- Law & Order - I due volti della giustizia (Law & Order) (1990-2010)
- La doppia vita di Natalia Blum (2010)
- The Whole Truth (2010)
- Harry's Law (2011-2012)
- Il socio (The Firm) (2012)
- The Good Wife (2009-2016)
- Suits (2011-2019)
- Le regole del delitto perfetto (How to Get Away with Murder) (2014-2020)
- Better Call Saul (2015-2022)